# Рикчное сияние чистого разуморта
«Рикчное сияние чистого разуморта» (англ. Rickternal Friendshine of the Spotless Mort) — восьмой эпизод пятого сезона американского мультсериала «Рик и Морти». Сценарий к эпизоду написал Альбро Ланди, а режиссёром выступила Эрика Хейс.
Название эпизода отсылает к фильму «Вечное сияние чистого разума» (2004).
Премьера эпизода состоялась 8 августа 2021 года в блоке Adult Swim на Cartoon Network. Эпизод посмотрели около 833 тысячи зрителей во время выхода в эфир.

## Сюжет
Рик входит в сознание Птичьей личности, чтобы выяснить, почему оно не может действовать нормально и как он может вернуть первоначальный разум Птичьей личности. Воспоминания показывают, что Птичья личность отдалился от Рика после того, как Рик выразил к нему чувства и сказал ему, что жизнь бессмысленна, потому что есть бесконечные реальности, в которые он может переместить их с помощью портальной пушки. Рик обнаруживает, что у Птичьей личности и Тэмми есть дочь, о которой Федерация стёрла воспоминания Птичьей личности. Они выслеживают сознание Птичьей личности, где он переживает свои отношения с Тэмми, блаженно не подозревая о её предательстве. За ними охотятся другие версии Тэмми и Феникса, и они едва сбегают после того, как Тэмми говорит, что любит его больше, чем Федерацию. Птичья личность возрождается в реальном мире и уезжает искать свою дочь. Рик обнаруживает, что его молодое «я» прячется в воспоминаниях о своём детстве, боясь человека, которым он станет.
В сцене после титров дочь Птичьей личности и Тэмми содержится в тюрьме вместе с другими заключёнными. Когда она жестоко убивает нескольких заключенных, охранники отмечают, что, возможно, это была не лучшая идея собрать всех жестоких заключенных вместе.

## Отзывы
Зак Хэндлен из The A.V. Club дал эпизоду оценку A, заявив, что «возможно, самым большим преимуществом здесь является изобретательность, то, как мы вместе проходим историю Рика и ПЛ, намекая на предысторию, не увязая в ней». Джо Матар из Den of Geek оценил эпизод на 4 звезды из 5, заявив, что «мне очень понравилась идея о том, что Рик объединяется с более молодой версией себя, основываясь на воспоминаниях Птичьей личности о нём в то время, которых он сначала терпеть не может, но постепенно начинает принимать».